# هده هوسن
هِدِهوسِنِه (به دانمارکی: Hedehusene) یک منطقهٔ مسکونی در دانمارک است که در Høje-Taastrup Municipality واقع شده‌است. هدهوسنه ۶٫۴۴ کیلومتر مربع مساحت و ۱۲٬۲۶۵ نفر جمعیت دارد.